# Театър на Марцел
Театърът на Марцел (на латински: Theatrum Marcelli) е римски театър, намиращ се близо до десния бряг на Тибър.
Строителството му е замислено от Юлий Цезар, а е осъществено от Октавиан Август, който през 12 пр.н.е. го посвещава на паметта на своя покоен племенник и зет Марк Клавдий Марцел (син е на сестра му Октавия).
При вътрешен диаметър от 111 метра (общо 130 м на залата) театърът е събирал около 11 – 15 хиляди зрители. Височината на трибуните е 30 метра. Имал е 3 етажа, оформени отвън в дорийски, йонийски, коринтски стил. Частично са запазени само долните 2 етажа.
През Средните векове зданието е преустроено в крепост, над която е надстроен дворецът на знатния род Орсини. През 1926 – 1932 г. по-късните съоръжения около театъра са премахнати. Днес неговата ренесансова надстройка се използва като жилищна сграда.